# Тургенев, Фёдор Николаевич
Фёдор Николаевич Тургенев (15 (28) июня 1912, Абдулино, Самарская губерния — 15 декабря 1971, Московская область) — советский лётчик штурмовой авиации в годы Великой Отечественной войны, Герой Советского Союза (24.07.1942). Подполковник (2.01.1950).

## Биография
Родился 15 (28) июня 1912 года в селе Абдулино (ныне город и центр Абдулинского района Оренбургской области). Окончил 8 классов и школу ФЗУ. Работал помощником мастера на ткацкой фабрике № 3 Ореховского хлопчатобумажного комбината в городе Орехово-Зуево.
В Военно-Морском Флоте с августа 1934 года. В 1937 году окончил Военно-морское авиационное училище имени Сталина в городе Ейске. С ноября 1937 года служил в авиации Краснознамённого Балтийского флота, будучи назначен младшим лётчиком 25-й морской ближнеразведывательной авиационной эскадрильи. С апреля 1938 — младший лётчик, а с апреля 1939 года — командир звена 43-й морской ближнеразведывательной эскадрильи. Летал на самолёте МБР-2. Участвовал в советско-финской войне 1939—1940 годов, в ходе которой эскадрилья действовала над Ладожским озером. Член ВКП(б) с 1941 года. 
В боях Великой Отечественной войны с июня 1941 года, встретив её в составе этой же эскадрильи. С первых дней войны вылетал на бомбометание по базам и наземным войскам противника, совершив 30 боевых вылетов на МБР-2. В августе 1941 года направлен на краткосрочные курсы при Военно-морском авиационном училище имени Сталина для переучивания и освоения самолёта-штурмовика Ил-2. После успешного завершения в ноябре 1941 года был назначен командиром звена 18-го штурмового авиаполка ВВС Черноморского флота. На протяжении практически всей обороны Севастополя Фёдор Тургенев в составе своего полка поддерживал с воздуха защитников города.
17 декабря 1941 года звено Ил-2 капитана Тургенева четырежды штурмовало противника в районе горы Азис-Оба, куда выходила в исходный район для наступления на город 72-я немецкая пехотная дивизия. Несколько уничтоженных головных машин закупорили горную дорогу, а затем серия авиаударов по остановившейся огромной колонне привела к большим потерям в людях и технике, сорвав запланированную атаку дивизии на город.
23 марта 1942 года звено капитана Тургенева вылетело на штурмовку моторизованной мехколонны противника, двигавшейся по дороге в долине реки Бельбек. В результате атак советских лётчиков вражеская боевая техника не дошла до линии фронта.
20 июня 1942 года с аэродрома на мысе Херсонес капитан Тургенев повёл шестёрку Ил-2 на штурмовку наземных вражеских войск, наступающих в районе железнодорожной станции Мекензиевы Горы. Несмотря на плотный зенитный огонь, лётчики несколько раз проштурмовали врага, сорвав его намерения в этот же день прорваться к Севастополю.
Всего командир звена 18-го штурмового авиационного полка ВВС Черноморского флота капитан Фёдор Тургенев при обороне Севастополя с ноября 1941 по июнь 1942 года совершил 86 боевых вылетов, включая 77 на штурмовку скоплений войск врага. Им уничтожены 6 танков и танкеток, 2 бронемашины, 102 автомобиля, 1 артиллерийское орудие, 21 миномётная точка, 2 зенитных пулемёта, 26 конных повозок с грузами и до батальона живой силы. В воздушном бою уничтожил один самолёт противника и три сжёг при штурмовках немецких аэродромов.
Указом Президиума Верховного Совета СССР «О присвоении звания Героя Советского Союза начальствующему и рядовому составу Военно-Морского флота» от 24 июля 1942 года за «образцовое выполнение боевых заданий командования на фронте борьбы с немецкими захватчиками и проявленные при этом отвагу и геройство» капитану Фёдору Николаевичу Тургеневу присвоено звание Героя Советского Союза с вручением ордена Ленина и медали «Золотая Звезда».
Вылетев из осаждённого Севастополя одним из последних, Тургенев с своим полком практически без отдыха включился в битву за Кавказ. В сентябре 1942 года он стал заместителем командира эскадрильи, а с ноября 1942 командовал эскадрильей в 18-м штурмовом авиаполку ВВС ВМФ. В оборонительном этапе битвы за Кавказ полк ввиду нехватки авиации действовал большей частью на сухопутном фронте. Когда же советские войска на Кавказе перешли в наступление в январе 1943 года, полк содействовал им в районах Новороссийска, Краснодара и станицы Крымская.
В 1943 году окончил Курсы усовершенствования начальствующего состава ВВС ВМФ.
С марта 1943 года майор Ф. Н. Тургенев командовал 47-м штурмовым авиаполком ВМФ. Под его командованием полк участвовал в наступательном этапе битвы за Кавказ, в Новороссийско-Таманской наступательной и Керченско-Эльтигенской десантной операциях, а затем защищал с неба советский плацдарм на Керченском полуострове. 
В феврале 1944 года его отозвали с фронта и направили на учёбу, в июле 1944 года он окончил Высшие офицерские курсы ВВС ВМФ. 
После окончания этих курсов майор Тургенев был возвращён в свой «родной» 18-й штурмовой авиаполк ВМФ, который к тому времени уже стал 8-м гвардейским штурмовым авиационным полком ВМФ и был переведён с Чёрного моря в состав ВВС Балтийского флота. С июля 1944 года и до Победы Тургенев воевал помощником командира этого полка, продолжая много летать на боевые задания и повышая свой боевой счёт. Участвовал в Прибалтийской, Восточно-Прусской и Берлинской наступательных операциях, а также вёл активную борьбу с морскими силами и судоходством противника на Балтийском море.
За совершённые 255 боевых вылетов, в том числе 225 на штурмовике Ил-2 в феврале 1946 года был представлен к званию дважды Героя Советского Союза. К большому количеству уничтоженной наземной техники врага добавились и 5 лично потопленных транспортов и 1 танкер. Всего же возглавляемые Тургеневым группы штурмовиков потопили 14 кораблей противника. Однако командующий ВВС Балтийского флота генерал-полковник авиации М. И. Самохин понизил награду до ордена Ушакова 2-й степени.
После войны Ф. Н. Тургенев продолжал службу в Военно-Морском Флоте. В мае 1945 года стал заместителем командира 8-го гвардейского штурмового авиационного полка по лётной подготовке и воздушному бою. В декабре 1947 года переведён помощником командира в 10-й гвардейский истребительный авиаполк ВВС 4-го ВМФ. С июля 1950 года служил на Тихом океане в должности заместителя командира — инспектора-лётчика по технике пилотирования и теории полёта 58-го истребительного авиаполка ВМФ. С февраля 1953 года служил командиром 629-й отдельной учебно-тренировочной авиационной эскадрильи ВВС Северного флота. С июля 1953 года подполковник Тургенев Ф. Н. — в запасе. 
Жил в городе Орехово-Зуево Московской области. Умер 15 декабря 1971 года. Похоронен на Ореховском кладбище в Орехово-Зуево.

## Награды
- Герой Советского Союза (24.07.1942)
- Орден Ленина (24.07.1942)
- Четыре ордена Красного Знамени (8.12.1941, 18.02.1942, 28.12.1944, 19.04.1945)
- Орден Ушакова 2-й степени (22.02.1946)
- Орден Красной Звезды (15.11.1950)
- Медаль «За боевые заслуги» (3.11.1944)
- Медаль «За оборону Севастополя» (1942)
- Медаль «За оборону Кавказа» (1944)
- Медаль «За взятие Кенигсберга» (1945)
- Ряд других медалей СССР